# Weyerbusch
Weyerbusch là một đô thị thuộc huyện Altenkirchen, trong bang Rheinland-Pfalz, phía tây nước Đức. Đô thị Weyerbusch có diện tích 4,22 km², dân số thời điểm ngày 31 tháng 12 năm 2006 là 1449 người.